# 沃泰爾斯角
沃泰爾斯角（英語：Wauters Point）是南極洲的海岬，位於帕默群島的圖哈默克島北岸，由比利時探險隊命名和繪入地圖，現時由南極條約體系管理。